# Mummenhoffia alliacea
Mummenhoffia alliacea (талабан часниковий як Thlaspi alliaceum) — вид квіткових рослин родини капустяних (Brassicaceae).

## Біоморфологічна характеристика
Це однорічна рослина 15–30 см, пахне часником, проста й одностовбурна. Стебла внизу запушені. Прикореневі листки видовжено-ланцетні, прості або ліроподібні, утворюють пухку розетку, на довгих ніжках. Стеблові листки довгасті, часто притиснуті до стебла, цілокраї або пилчасті, стеблоохопні. Пелюстки білі, 3 × 1.5 мм. Суцвіття ± щиткоподібне, видовжене при плоді. Стручки 6–8 мм завдовжки, неглибоко-виїмчасті, дуже вузько крилаті. Насіння по 4–5 на комірку.

## Поширення
Росте у Європі й Туреччині.
В Україні вид адвентивний у західних районах: Закарпатська обл. (Ужгородський р-н, с. Доманинці, Берегівський р-н, с. Велика Бігань, хр. Чорногора), Львівська (м. Броди) та Тернопільська (м. Збараж).